# Manoir de Kerbelven
Le manoir de Kerbelven est situé à Penvénan, en France.

## Localisation
Le manoir est situé sur la commune de Penvénan dans le département des Côtes-d'Armor, dans la région Bretagne.

## Description
Le manoir est construit en granit caractéristique de la région. En 1700, le domaine est acheté comme résidence d'été par l'évêque et le comte de Tréguier. Les fermiers avaient pour mission de tenir en état toute l'année le manoir et le jardin potager. À l'intérieur, cheminées, boiseries, parquet Versailles.

## Historique
L'ensemble des bâtiments remonte au XIVe siècle (tour et salle des gardes), XVe siècle (manoir), XVIe siècle (chapelle) et XVIIe siècle (colombier). L'ensemble est construit en granit caractéristique de la région. À la Révolution, le domaine est vendu comme bien national à un papetier de Tonquédec. Vers 1860, il est transformé en ferme.
Le manoir est inscrit partiellement au titre des monuments historiques par arrêté du 17 décembre 1970.

## Protection
Éléments protégés : les façades et toitures du manoir et de sa chapelle ; façades et toitures du colombier.